# 七星区
七星区是中华人民共和国廣西壯族自治區桂林市的一個市辖区，因辖区内七星景区中的七星山得名。该区位于桂林市区东部，主体位于漓江东岸，西隔漓江与叠彩区、秀峰区、象山区相望，北、东分别与叠彩区、灵川县相邻；华侨旅游新城位于本区主体南部、漓江西岸，辖竹江码头、磨盘山码头附近地区，西与雁山区相邻。面积97平方公里（含华侨农场），其中高新技术产业政策区域面积为12.07平方公里，由七星老城区、漓东新城、华侨旅游区三部分组成。区人民政府驻漓东街道骖鸾路26号。

## 行政区划
七星区下辖4个街道办事处、1个乡：
七星区街道、东江街道、穿山街道、漓东街道、朝阳乡和桂林华侨旅游经济区管理委员会。

## 沿革
- 汉朝元鼎六年（前111年）起属始安县。唐朝至德二年（757年）起属临桂县。
- 民国二年（1913年）起属桂林市东江镇。1950年改隶桂林市第四区。1955年改属东江、漓江二街道。1958年东江、漓江街道合并为东江公社，1966年分设东江、漓江二公社。1979年2月撤公社，辖区合并设七星区。至1996年，辖区面积11.5平方千米，人口9.2万，含22个居委会，分别为七星、龙隐、码坪、桂大、会仙、漓东、月牙、穿山、五通、六合、花园、临上、泥湾、花桥、河东、新生、临下、漓江、狮子岭、大园盘、五里店、梨子园。区政府驻马坪街。
- 1988年5月广西壮族自治区人民政府批准建立桂林国家高新技术产业开发区，1991年3月经国务院批准，成为第一批国家级高新技术产业开发区。
- 1996年12月2日桂林市市辖区调整，原郊区所辖朝阳乡、穿山乡（除清风村划归叠彩区、安新村划归象山区外）并入七星区。2000年七星区辖2个街道、2个乡，分别为七星街道、东江街道、穿山乡、朝阳乡。第五次人口普查得全区总人口227,278人。至2003年，七星街道辖15个社区居委会，东江街道辖10个社区居委会，穿山乡辖8个村委会，朝阳乡辖6个村委会。
- 1997年6月，桂林市七星区和桂林国家高新区合并为新区。
- 2003年11月23日，桂林华侨农场划归七星区。2005年8月，穿山乡变更为穿山街道。至2005年底，七星区辖3个街道、1个乡、1个农场，分别为七星街道、东江街道、穿山街道、朝阳乡、桂林华侨农场。区人民政府驻骖鸾路26号。[4]

## 人口
根据第七次人口普查数据，截至2020年11月1日零时，七星区常住人口为387304人。

## 交通

### 公路
- 桂林绕城高速、 357国道

## 风光名胜

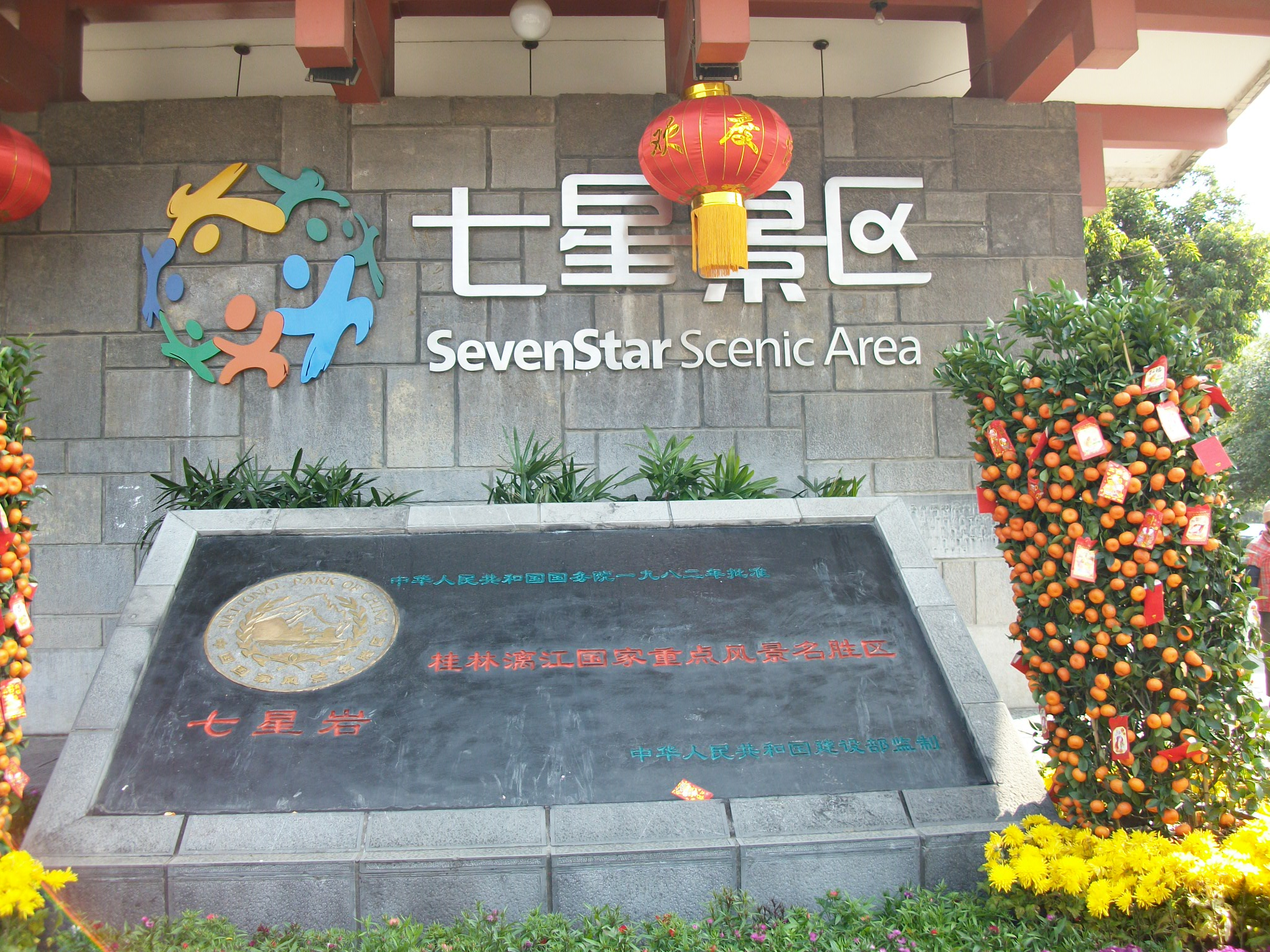
七星景区正门

七星公园位于本区西部，占地面积约134.7公顷，为国家4A级景区，内有花桥、元风洞、桂海碑林等景点。穿山公园位于本区西部，占地面积约53.8公顷，为国家4A级景区，内有穿山岩等景点，西隔小东江与塔山相望。尧山位于本区东部，为国家4A级景区，主峰海拔909.3米，是桂林市区最高峰。西面山麓有靖江王陵。并有会仙岩、省春岩、留春岩、弹子岩、冷水岩、訾洲等其他景点。
甲天下广场位于本区漓江路与辅星路交叉处西北角，于2001年11月建成使用，总面积达10万平方米，广场上设有停车场，车位达1000个。广场北边为桂林国际会展中心。

## 教育科研
本区包含14所大、中专院校，8个省部级科研院所。全区人口中具有大专以上文化程度者占22.75%。

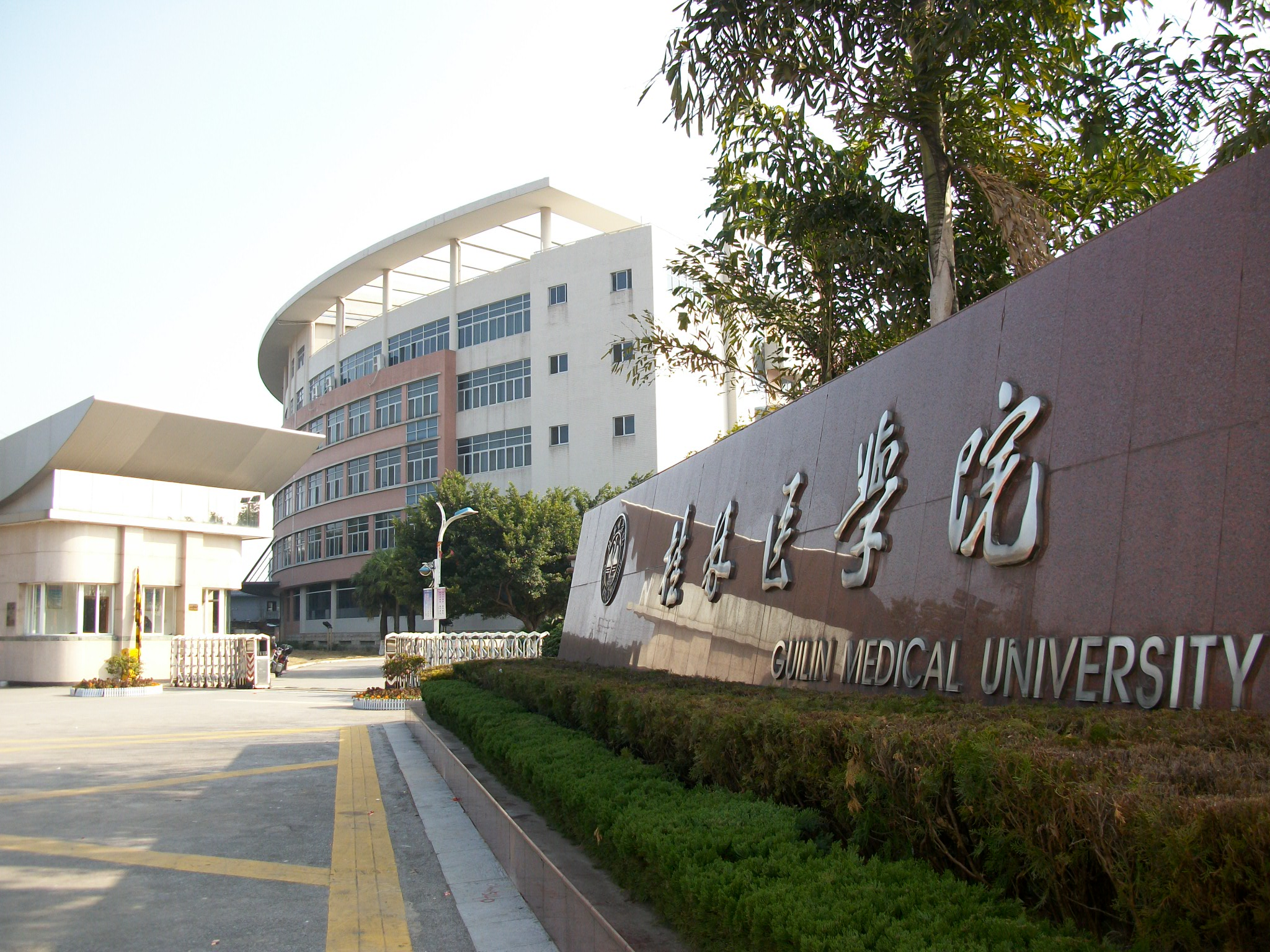
桂林医学院东城校区正门

桂林市大部分高等院校集中本区，包括广西师范大学（育才校区，育才路15号）、桂林电子科技大学（东校区，金鸡路1号）、桂林理工大学（屏风校区，建干路12号）、桂林医学院（东城校区，环城北二路109号）、桂林航天工业学院（金鸡路2号）、桂林旅游学院（骖鸾校区，骖鸾路5号）等，为高新区提供了人才依托。科研院所包括桂林岩溶所、桂林激光通信研究所、桂林电器科学研究所、桂林市计量测试研究所、桂林茶叶科学研究所、桂林矿产地质研究院、广西柑橘研究所和广西果蔬研究所等。
中等教育机构包括广西师范大学附属外国语学校、桂林市第一中学、桂林市田家炳中学（原桂林市第四中学）、桂林市穿山中学、桂林市第十八中学、桂林市桂电中学、桂林市任远中学等。

## 基础建设
过去漓江以东，七星路以西，漓江路以南、环城南路以北大片区域基本为荒地和乱坟岗，高新开发区建立后，此块地域成为开发区核心地带，现已路网密布。区内主要道路有漓江路、普陀路、环城北二路、穿山路、自由路、栖霞路、龙隐路、七星路、环城南一路、建干路、东二环路、桂磨公路等，通过南洲大桥、虞山桥、解放桥、漓江桥、净瓶山大桥等桥梁跨漓江与其他市辖区连接。桂林绕城高速公路由东部纵贯本区。桂海铁路穿过本区南部，有桂林东站一个货运站。
目前，该区正在着手进行六合路西段、金鸡路、穿山体育中心西侧道路等城市主干道新建工作，并规划修建七星路车管所路口立交、穿山桥匝道立交等，并加强辖区内的旧城改造和河道整治工作，对小东江、灵剑溪等河流进行清淤，以利观瞻及防洪排涝。
区内的医院包括桂林地区石油医院、穿山医院、漓江医疗保健院、桂林市第七人民医院、桂林市第五人民医院等，并有2个社区卫生服务中心、16个社区卫生服务站。

## 高新技术产业开发区
桂林国家高新技术产业开发区是国务院批准建立的第一批国家级高新技术开发区之一，在全国五个少数民族自治区中为首例，以电子与信息、新材料、环保、生物医药、机电一体化为支柱，其中电子信息产业最为强盛，占全广西总量的三分之二以上。2001年，高新区规模企业的工业总产值占全桂林市的四分之一，每年实际利用外资占桂林市的三分之一强。目前该高新区拥有各类企业156家，三资企业283家，开发、实施高新技术项目总计682项余，拥有具有自主知识产权的产品超过300多个。目前正在建设发展的漓东科技新城按照“三园两带一中心”的结构布局，“三园”分别为信息园（占地4.2平米公里）、英才园（占地6.3平方公里）、铁山园（占地7.52平方公里），已有入园企业42家；“两带”为桂磨高新技术产业带、堤园大道旅游观光生态景观带；“一中心”为湖塘行政中心。华侨旅游新城位于华侨农场，三面为漓江所环绕，是漓江游船的起点码头，未来将发展“码头经济”，以观光旅游、商业购物、休闲度假为主，同时结合高新技术产业。